# 서울광남중학교
서울광남중학교는 서울특별시 광진구 광장동에 있는 공립 중학교이다.

## 학교 연혁
- 1993년 1월 16일: ‘서울광남중학교’ 설립인가
- 2021년 3월 2일: 제29회 입학식

## 참고 자료
- 서울광남중학교 - 한국교육학술정보원 학교알리미